# Episcada scantilla
Episcada scantilla is een vlinder uit de familie Nymphalidae. De wetenschappelijke naam van de soort is voor het eerst geldig gepubliceerd in 1877 door William Chapman Hewitson.